# Horace Walker

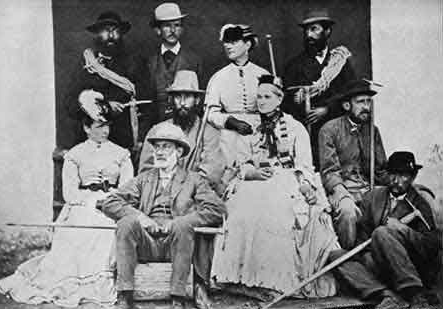
Horace Walker (sitzend, 3. v. l.) mit Familie (Lucy Walker, stehend, 3. v. l.), Freunden und Bergführern (Jakob Anderegg stehend, 1. v.l., Melchior Anderegg stehend, 4. v.l)

Horace Walker (* 1838; † 1908) war ein englischer Alpinist, der mit dem Schweizer Bergführer Melchior Anderegg, Johann Jaun und Julien Grange am 30. Juni 1868 die nach ihm benannte Pointe Walker (4208 m), den höchsten Gipfel der Grandes Jorasses, über die Südwest-Flanke erstieg. Gemeinsam mit seiner Schwester Lucy, seinem Vater Frank sowie Melchior und Jakob Anderegg war ihm bereits am 21. Juli 1864 die Erstbesteigung des Balmhorns (3698 m) gelungen. Wie sein Vater war Horace Walker ein prominentes Mitglied des Londoner Alpine Club, dessen Präsident er dann zwischen 1891 und 1893 war.

## Erstbesteigungen
- Barre des Écrins (Dauphiné-Alpen) mit A. W. Moore, Edward Whymper, und den Bergführern Michel Croz, Christian Almer Sen. und Christian Almer Jun. am 25. Juni 1864.
- Balmhorn (Berner Alpen) mit Frank Walker, Lucy Walker, und den Bergführern Jakob Anderegg und Melchior Anderegg am 21. Juli 1864.
- Piz Roseg (Berninagruppe) mit A. W. Moore und  Jakob Anderegg am 28. Juni 1865.
- Ober Gabelhorn (Walliser Alpen) und A. W. Moore und Jakob Anderegg am 6. Juli 1865.
- Pigne d’Arolla (Walliser Alpen) mit A. W. Moore und Jakob Anderegg am 9. Juli 1865.
- Brenvasporn (Mont Blanc) mit George Spencer Mathews, A. W. Moore, Francis Walker und den Bergführern Jakob und Melchior Anderegg am 15. Juli 1865.
- Grandes Jorasses (Mont Blanc) mit den Bergführern Melchior Anderegg, Johann Jaun und Julien Grange am 30. Juni 1868.
- Elbrus (Kaukasus) mit Florence Crauford Grove, Frederick Gardner, Peter Knubel und Bergführer Ahiya Sottaiev 1874.